# 吹上町与倉
吹上町与倉（ふきあげちょうよくら）は、鹿児島県日置市の大字。旧薩摩国阿多郡伊作郷与倉村、阿多郡伊作村大字與倉、日置郡伊作町大字與倉、日置郡吹上町大字與倉。郵便番号は899-3309。人口は446人、世帯数は222世帯（2020年10月1日現在）。

## 地理
日置市の南部、伊作川の中流域から上流域に位置している。字域の北部には日置市吹上町田尻、吹上町永吉、鹿児島市平田町、南方には日置市吹上町湯之浦、西方には日置市吹上町中原、東方には鹿児島市春山町、中山町、下福元町にそれぞれ隣接している。
字域の中央部を伊作川が東西に流れており、それに沿って鹿児島県道22号谷山伊作線が通っている。また、鹿児島市との境界付近を鹿児島県道291号松元川辺線が南北に通っており、県道22号と県道291号の交点付近は伊作峠と呼ばれている。
字域内には1978年までは吹上町立藤元中学校、吹上町立藤元小学校が所在していたが、1978年に藤元中学校は吹上町立吹上中学校に統合され廃校となり、1985年には藤元小学校が吹上町立伊作小学校に統合され、与倉からは学校は消滅した。
藤元小学校閉校の翌年の1986年に私立の池田学園池田中学校（現在の池田学園池田中学・高等学校）が藤元中学校跡地に設置された。しかし池田中学校は1996年に鹿児島市西別府町に移転し、以降学校は字域内には所在していない。

### 河川
- 伊作川

## 歴史

### 与倉の成立と中世
与倉という地名は鎌倉期に伊与倉名として見えるのが初見と見られ、中世は薩摩国伊作庄に属していた。伊作庄と日置北郷の下司と名主を巡り、領家と地頭が争いが起こったが、正応5年に寺田及び神田を除いた領地が地頭に去り渡された。
文保元年には和与が行われ、年貢課役の免除が行われた。
元享4年に伊作庄が下地中分され、伊作庄は南北に折半されたが伊作川が中分の境界となったことから、伊与倉は南北に分割され統治されることとなった。

### 近世の与倉
江戸時代には薩摩国阿多郡伊作郷（外城）のうちであった。村高は「天保郷帳」及び「郡村高辻帳」では182石余、「三州御治世要覧」には309石余、「伊作名勝志再撰帳」には372石余、「旧高旧領取調帳」には418石余と記載されている。

### 町村制施行以後
1889年（明治22年）に町村制が施行されたのに伴い伊作郷の区域より伊作村が成立し、江戸期の与倉村は伊作村の大字「與倉」となった。1922年（大正11年）には伊作村が町制施行し、伊作町となり同町の大字となり、1955年（昭和30年）に伊作町と永吉村が合併し、吹上町が新設され同町の大字となった。
2005年（平成17年）5月1日に吹上町が日置郡伊集院町、東市来町、日吉町と合併し日置市が成立した。この合併に先立って設置された法定合併協議会である「日置中央合併協議会」において大字名については「字の区域は、現行どおりとし、現行の字の名称の前に当該字の属する合併前の町の名称を付し、字の名称を変更する。」と協定された。合併日の2005年（平成17年）5月1日に鹿児島県の告示である「 字の名称の変更」が鹿児島県公報に掲載された。この告示の規定に基づき即日大字の名称変更が行われ、大字名が「與倉」から「吹上町与倉」に改称された。

## 人口
以下の表は国勢調査による小地域集計が開始された1995年以降の人口の推移である。
| 統計年             | 統計年 | 人口 | 人口 |
| ------------------ | ------ | ---- | ---- |
| 1995年（平成7年）  | [ 14 ] | 804  |      |
| 2000年（平成12年） | [ 15 ] | 625  |      |
| 2005年（平成17年） | [ 16 ] | 565  |      |
| 2010年（平成22年） | [ 17 ] | 492  |      |
| 2015年（平成27年） | [ 18 ] | 425  |      |
| 2020年（令和2年）  | [ 5 ]  | 446  |      |

## 施設

### 公共
- 日置市藤元地区公民館

### 郵便局
- 与倉簡易郵便局[19]

### 寺社
- 渡瀬神社

### その他
- 西酒造本社

## 小・中学校の学区
市立小・中学校に通う場合、学区（校区）は以下の通りとなる。
| 大字       | 区域 | 小学校             | 中学校             |
| ---------- | ---- | ------------------ | ------------------ |
| 吹上町与倉 | 全域 | 日置市立伊作小学校 | 日置市立吹上中学校 |

## 交通

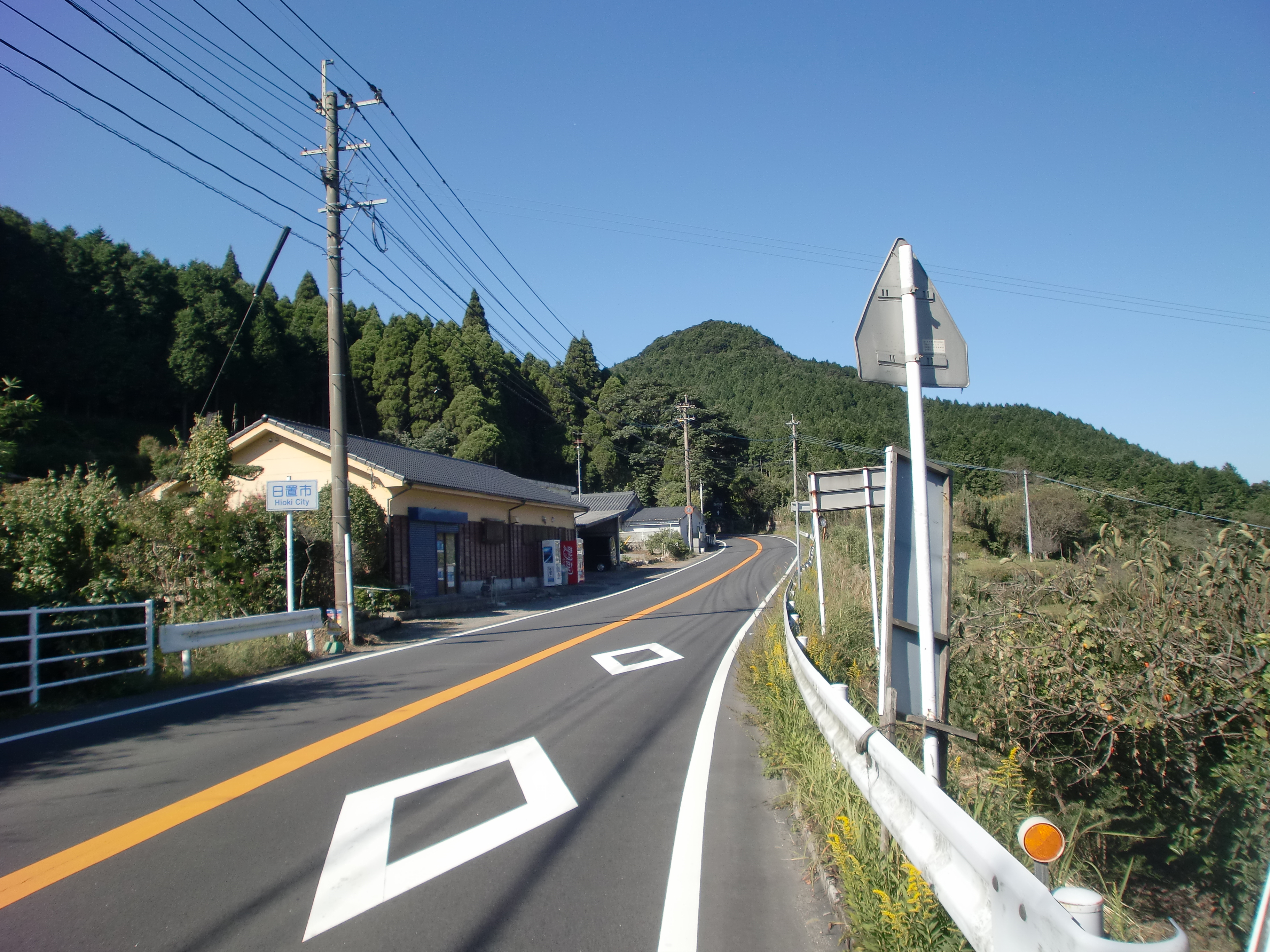
伊作峠から吹上町与倉方向を望む

### 道路
主要地方道
- 鹿児島県道22号谷山伊作線

一般県道
- 鹿児島県道291号松元川辺線

### 鉄道
字域内には鉄道は通っておらず、1984年までは中原に所在していた鹿児島交通枕崎線の伊作駅が最寄駅であったが同線の廃止により廃駅となっている。